# Jean-Loup Chiflet
« Chiflet » redirige ici. Pour l’article homophone, voir Chifflet.
Jean-Loup Chiflet (né en 1942) est un écrivain et éditeur français. Il a créé sa maison d'édition, Chiflet et Cie en 2004. Il est connu pour ses traits d'humour remarquables.

## Biographie
Jean-Loup Chiflet est né le 1er juin 1942 dans une famille bourgeoise à Lyon. Après deux années d'études de droit, il devient serveur à la Nouvelle-Orléans de 1968 à 1970. Il entre dans le métier chez Hachette, « par hasard » selon lui. Il passe alors ses journées à acheter les droits étrangers d'auteurs anglo-saxons. Il commence sa carrière d'écrivain en 1979 avec La Théière de Chardin. Il publie ensuite Antigone de la nouille, puis de nombreux autres ouvrages. En 1985, il publie sous son nom Sky my husband ! Ciel mon mari ! qui le fait connaître en tant qu'écrivain. L'ouvrage devient rapidement un best-seller. En 2004, il ouvre sa propre maison d'édition, Chiflet et Cie. Il est également l'auteur d'un Dictionnaire amoureux de la langue française (Plon).
Le 10 avril 2017, il entre dans l'équipe de l'émission Les Grosses Têtes animée par Laurent Ruquier. 

## Jeu de société
- 2004, Sky my husband !, Cocktailgames, avec Guillaume Blossier